# Helena Grażyńska
Helena Grażyńska z d. Gepner, 1° Śliwowska (ur. 27 października 1895w Warszawie, zm. 30 października 1972 w Londynie) – działaczka społeczna i niepodległościowa, instruktorka harcerska, harcmistrzyni Rzeczypospolitej.

## Młodość
Urodziła się w 1895 roku w Warszawie. Ojcem jej był znany wówczas w Warszawie lekarz okulista, Bolesław Ryszard Gepner, matką Teresa z Malinowskich. Ukończyła pensję Haliny Gepnerówny w Warszawie przy ulicy Moniuszki.

## Skauting i harcerstwo

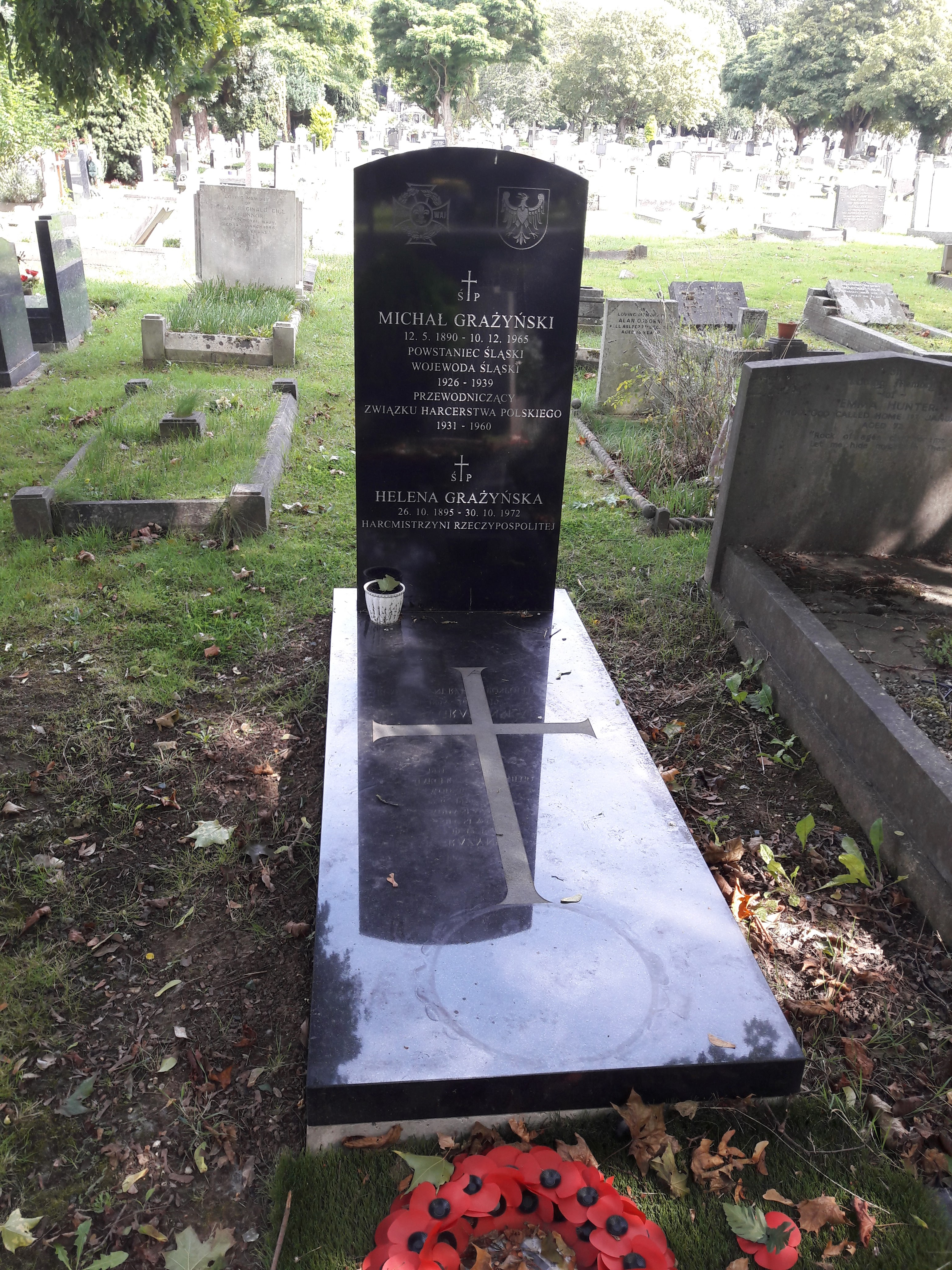
Grób Heleny i Michała Grażyńskich na Putney Vale Cemetery w Londynie.

Z harcerstwem po raz pierwszy zetknęła się w szkole średniej, w której zastępy skautowe zaczęły powstawać już jesienią 1911. Zorganizowała wtedy zastęp skautowy, korzystając z pomocy „Zarzewia”, którego była członkinią. Z ramienia „Zarzewia” wzięła udział w pierwszym skautowym kursie instruktorskim w Skolem latem 1914. Zatrzymała się wtedy na jakiś czas w Zakopanem, ponieważ na skutek działań wojennych nie mogła wrócić do Warszawy. Nawiązała tam kontakt z drużynami prowadzonymi przez Andrzeja i Olgę Małkowskich.
Po przyjeździe do stolicy poprowadziła sprawną reorganizację drużyn skautowych. Organizowała spotkania młodzieży z gimnazjów i szkół średnich mające na celu rozwinięcie wśród nich ducha patriotycznego. Prowadziła zajęcia dla dzieci w ogrodach jordanowskich. W 1915 Helena, jako przedstawicielka młodzieży, została włączona do Komendy Związku Skautek Polskich. Objęła również V Warszawską Drużynę Skautek im. Adama Mickiewicza. Rok później zajęła się nawiązywaniem kontaktów z drużynami na prowincjach – prowadziła wydział drużyn prowincjonalnych. Pod koniec 1916, gdy połączono wszystkie organizacje skautowe w jedną – Związek Harcerstwa Polskiego, Helena stanęła na czele sekcji żeńskiej, przekształconej później w Główną Kwaterę Żeńską. W 1917 wyjeżdżała wojskowymi pociągami sanitarnymi, aby nawiązać kontakt z drużynami w innych częściach kraju. W 1918, na zjednoczeniowym zjeździe w Lublinie (1-2 XI), gdy powołano Naczelną Radę ZHP, w jej skład weszła również Helena Gepnerówna.
W tym samym miesiącu wraz z innymi instruktorkami zorganizowała pomoc dla walczącego Lwowa. Dwa lata później pełniła służbę jako komendantka jednej z dwóch sanitarnych czołówek „Czujki” w wojnie polsko-bolszewickiej. Otrzymała za to Krzyż Walecznych. W 1921, roku zjazdu we Lwowie dla uczczenia dziesięciolecia harcerstwa, Helena, już jako żona Stefana Śliwowskiego, otrzymała odznakę „Za zasługę” i weszła na stałe do Głównej Kwatery Żeńskiej, w której kierowała Wydziałem Organizacyjnym. Została również członkinią Zarządu Oddziału Warszawskiego ZHP. Nawiązywała kontakty z ludnością na peryferiach Polski, m.in. przygotowała paczki z prezentami od ZHP dla dzieci polskich w Gdańsku. W 1927 została mianowana Harcmistrzynią Rzeczypospolitej. W latach 1922–1924 była komendantką Warszawskiej Chorągwi Żeńskiej; 1926–1928 i 1929–1936 pełniła funkcję wiceprzewodniczącej ZHP, a 1918–1923 i 1926–1939 była członkinią Naczelnej Rady Harcerskiej. W lipcu 1935, podczas Jubileuszowego Zlotu Harcerstwa Polskiego w Spale była komendantka Zlotu Harcerek.  W 1938 roku wzięła ślub z Michałem Grażyńskm. W 1939 wojna zmusiła Helenę do opuszczenia kraju. Nawiązała tam kontakt z harcerstwem na emigracji i współpracowała z jego komendą.
Zmarła na obczyźnie w Londynie 30 października 1972. Pochowana wraz z mężem na Putney Vale Cemetery w Londynie (kwatera 12).

## Ordery i odznaczenia
- Krzyż Walecznych
- Srebrny Krzyż Zasługi (19 marca 1931)[2]